# Protomyctophum normani
Espèce
Protomyctophum normani est une espèce de poisson-lanterne (famille des Myctophidae).